# Недорезово
Недорезово — посёлок в Новокузнецком районе Кемеровской области. Входит в состав Красулинского сельского поселения.

## География
Центральная часть населённого пункта расположена на высоте 219 метров над уровнем моря.

## Население
По данным Всероссийской переписи населения 2010 года в посёлке Недорезово проживает 691 человек (335 мужчин, 356 женщин).